# Warsaw (Ohio)
Warsaw és una població dels Estats Units a l'estat d'Ohio. Segons el cens del 2000 tenia 781 habitants.

## Demografia
Segons el cens del 2000, Warsaw tenia 781 habitants, 308 habitatges, i 218 famílies. La densitat de població era de 685,3 habitants per km².
Dels 308 habitatges en un 37,3% hi vivien nens de menys de 18 anys, en un 54,2% hi vivien parelles casades, en un 12,7% dones solteres, i en un 28,9% no eren unitats familiars. En el 26,6% dels habitatges hi vivien persones soles el 14,9% de les quals corresponia a persones de 65 anys o més que vivien soles. El nombre mitjà de persones vivint en cada habitatge era de 2,54 i el nombre mitjà de persones que vivien en cada família era de 3,02.
Per edats la població es repartia de la següent manera: un 29,2% tenia menys de 18 anys, un 8,2% entre 18 i 24, un 29,6% entre 25 i 44, un 18,8% de 45 a 60 i un 14,2% 65 anys o més.
L'edat mediana era de 35 anys. Per cada 100 dones de 18 o més anys hi havia 89,4 homes.
La renda mediana per habitatge era de 32.917 $ i la renda mediana per família de 40.556 $. Els homes tenien una renda mediana de 30.417 $ mentre que les dones 26.771 $. La renda per capita de la població era de 14.443 $. Aproximadament el 3,7% de les famílies i el 6,7% de la població estaven per davall del llindar de pobresa.

## Poblacions més properes
El següent diagrama mostra les poblacions més properes.